# Joachim Weber (Fußballspieler)
Joachim Weber (* 3. Juli 1951 in Frankfurt/Main) ist ein ehemaliger deutscher Fußballspieler.

## Karriere
Weber startete seine Karriere 1970 bei Eintracht Frankfurt. 1971 wechselte er zum Regionalliga-Aufsteiger SV Darmstadt 98 und entwickelte sich dort in Kürze zum torgefährlichen Rechtsaußen. 1972/73 feierte er die Meisterschaft in der Regionalliga Süd und die Teilnahme an der Bundesliga-Aufstiegsrunde.
1978 gelang ihm mit seiner Mannschaft erneut die Südmeisterschaft und diesmal der Aufstieg in die Fußball-Bundesliga. Nach dem sofortigen Wiederabstieg ließ er seine Karriere bei der SpVgg Bad Homburg ausklingen.